# Gene Makowsky
Pour les articles homonymes, voir Makowsky.
Gene Makowsky (né le 17 avril 1973) est un joueur de football canadien et homme politique provincial canadien de la Saskatchewan. Il représente la circonscription de Regina Dewdney et ensuite Regina Gardiner Park à titre de député du Parti saskatchewanais de 2011 à 2024.
Avant son entrée en politique, Makowsky joue 17 saisons avec les Roughriders de la Saskatchewan dans la Ligue canadienne de football.

## Biographie
Né à Saskatoon, Makowsky étudie au Walter Murray Collegiate. Il entre ensuite à l'Université de la Saskatchewan où il gagne deux Trophée Hardy (en) avec les Saskatchewan Huskies football (en). Il fait partie du match des étoiles de l'Association sportive universitaire de l'Ouest canadien en 1994 et est sélectionné 23e choix des Roughriders de la Saskatchewan lors du repêchage de 1995 de la LCF (en).

## Carrière dans le football
Makowksy joue l'ensemble des 17 saisons dans la LCF avec les Roughriders de la Saskatchewan. En 2004 et 2005, il remporte le titre de Joueur de ligne offensive par excellence de la Ligue canadienne de football. Entre 2004 et 2010, il participe 5 fois au match des étoiles de la LCF et au match des étoiles de la Division Ouest. En août 2011, il atteint le cap de la 272e partie jouée avec les Roughriders et battant ainsi le record de Roger Aldag (en) pour le nombre de parties jouées avec cette équipe.
Après avoir remporté la victoire contre les Blue Bombers de Winnipeg, Makowsky se fait présenter la coupe Grey par le commissaire Mark Cohon (en) en 2007.
Il prend sa retraite de sa carrière de footballeur en février 2012, après avoir remporté 4 coupe Grey, joué dans 16 séries éliminatoires et joué 284 parties en saison régulière. Il est introduit au Temple de la renommée du football canadien en 2015.

## Carrière politique
Makowsky entame une carrière politique avec son élection en 2011. Réélu en 2016, il remplace Ken Cheveldayoff  au conseil des ministres en tant que ministre des Parcs, de la Culture et du Sports dans les cabinets de Brad Wall et Scott Moe à partir d'août 2017.